# Джон Элтемский, граф Корнуолл
Джон Э́лтемский, граф Корнуолл (англ. John of Eltham, Earl of Cornwall; 15 августа 1316, Элтем — 13 сентября 1336, Перт) — английский принц из династии Плантагенет; второй сын короля Англии Эдуарда II и его жены Изабеллы Французской. В период с 1327 по 1330 год являлся потенциальным наследником престола при бездетном брате. С раннего возраста Джон был связан с Шотландией: именно ему были переданы конфискованные владения шотландцев в районе Трента, и он же активно участвовал в военных действиях против Шотландии в последние пять лет жизни.

## Биография
Общепринятой датой рождения Джона считается 15 августа 1316 года, однако в различных источниках встречаются даты 15 августа 1315 года и 25 августа 1316. Местом рождения принца являлся Элтемский дворец в Кенте. Мальчик стал вторым ребёнком и вторым сыном английского короля Эдуарда II и Изабеллы Французской, прозванной позже «Французской волчицей»; помимо Джона в семье был старший сын Эдуард (будущий король Эдуард III) и две младшие дочери — Элеонора Вудстокская и Джоан Тауэрская. По отцу принц был внуком короля Англии Эдуарда I и Элеоноры Кастильской; по матери — французского короля Филиппа IV Красивого и королевы Наварры Иоанны I.
19 марта 1319 года (по другим данным — 1318) принцу были дарованы все владения в районе Трента, конфискованные у шотландцев. Осенью 1324 года в результате конфликта между Англией и Францией в Гаскони и отказа королевы присягнуть на верность фавориту короля Хью ле Диспенсеру Младшему мать Джона была лишена всех владений в Англии и французских слуг; ей также было урезано содержание, а младшие дети, в том числе и Джон Элтемский, переданы на воспитание родственникам Диспенсера. В октябре 1326 года, когда лондонцы подняли восстание против Эдуарда II, они избавились от офицеров короля в Тауэре и назначили других от имени Джона, которого они назвали хранителем города и Тауэра. В январе 1327 года отец Джона был смещён с трона и в сентябре убит; королём стал единственный брат принца Эдуард III, а сам Джон — предполагаемым наследником престола при пока ещё бездетном брате.
Парламент, созванный в Солсбери между 16 и 31 октября 1328 года  от имени короля Эдуарда III, но в реальности управляемый королевой Изабеллой и её любовником Роджером Мортимером, присвоил Джону титул графа Корнуолла. В 1329 году тринадцатилетний принц на время отсутствия Эдуарда III, отправившегося во Францию для принесения вассальной присяги за Аквитанию Филиппу VI, первому королю Франции из династии Валуа, был назначен «хранителем королевства».
В марте 1330 года Джон с подачи матери и её любовника посетил Аквитанию в качестве королевского лейтенанта Гаскони; принца сопровождали «достойный эскорт и сорок кораблей». Вероятно, Изабелла готовила младшего сына к восшествию на трон в случае смерти Эдуарда III. В апреле 1331 года он вновь стал регентом королевства в отсутствие брата, пребывавшего во Франции, и ещё трижды в следующем году, когда Эдуард был в Шотландии.
В последние пять лет жизни Джон активно участвовал в военных действиях и придворной жизни. Молодой граф командовал первым дивизионом английской армии в битве при Халидон Хилле 19 июля 1333 года, а в январе 1335 года разгромил шотландцев, когда они совершили рейд в Ридсдейл. 2 февраля того же года Джон стал хранителем Северных марок и комиссаром, принявшим подчинившихся шотландцев. В ноябре 1335 года Джон побывал в английской крепости в Роксбурге. В апреле 1336 года принц получил право на чеканку монет из олова в Корнуолле в счёт покрытия его расходов в Шотландии. 20 июня того же года он стал одним из уполномоченных на созыв парламента в Нортгемптоне. Затем Джон отправился с братом в Шотландию, где возглавил командование войсками. Здесь 29 августа «ведомый Господом» Джон с четырьмя сотнями братьев по оружию и семью тысячами единиц лёгкой кавалерии и лучников направился вглубь Шотландии. Блестящая военная карьера принца была схожа с более поздней карьерой его племянника Чёрного Принца и оборвалась так же внезапно.

### Обстоятельства смерти
Джон умер 13 сентября 1336 года в шотландском Перте в возрасте 20 лет. Точная дата смерти была установлена благодаря одному из свитков от 2 апреля 1337 года, в котором упоминалось некое событие, произошедшее «13 сентября [1336]… день, в который умер граф»; кроме того, 17 сентября Эдуард III, находясь в Бамборо, передал инструкции касательно имущества брата. Пышные похороны Джона Элтемского прошли в Лондоне 15 января 1337 года. Могила с алебастровой эффигией была расположена в Вестминстерском аббатстве, в капелле Святого Эдмунда, к югу от хора.
В более позднее время город Перт, в котором умер Джон, обзавёлся плохой репутацией по отношению к королевской семье Шотландии — здесь 21 февраля 1437 года был убит Яков I, а в 1600 году графом Гоури был организован неудачный заговор против Якова IV; это привело к тому, что некоторые историки посчитали, что принц был убит братом-королём осенью 1336 года. Вероятнее всего, в случае убийства Джон был бы вычеркнут из всех придворных документов, однако этого не произошло: его имя фигурировало в связи с возможным браком в манифесте Эдуарда III, касательно войны с Францией, составленном в 1334 году и не исправленном после смерти Джона. События в Перте, произошедшие в 1336 году, в хрониках описаны скудно: английские хроники прямо противоречат шотландским, которые, в свою очередь, однозначно указывают на смерть Джона от руки брата.
Смерть брата была невыгодна королю, поскольку Джон играл важную роль: по мнению Тома Бьюмана Джеймса, принц мог жениться на французской принцессе, что предотвратило бы или отсрочило Столетнюю войну, поскольку в таком случае Франция не стала бы оказывать военную помощь Шотландии. Английский рыцарь сэр Томас Грей в своей хронике Scalacronica говорит лишь, что Джон Элтем умер «прекрасной смертью». По сообщению биографа Изабеллы Французской Элисон Уэйр, принц умер от ран, полученных в стычке с шотландцами.

### Брачные планы
В период между 1329 и 1335 годами в отношении Джона поступали многочисленные брачные предложения, но до заключения брака дело не дошло. Потенциальными невестами Джона могли стать дочь французского короля Филиппа VI (вероятно, Мария) или «любая [французская] леди» королевской крови, а также кастильская принцесса, на брак с которой даже было получено папское разрешение ввиду близкого родства.

## Комментарии
1. ↑  В статье о Джоне в Национальном биографическом словаре указаны территории к югу от Трента[5], в то время как в работе Тома Бьюмана Джеймса John of Eltham, History and Story: Abusive International Discourse in Late Medieval England, France and Scotland — к северу[3].